# البابا لوسيوس الثالث
البابا لوسيوس الثالث  (حوالي 1100 - 25 نوفمبر 1185) ولد باسم اوبالدو آلوسينغول، وحكم من 1 سبتمبر 1181 إلى وفاتة في 1185. بدأ محاكم التفتيش رسميًا سنة 1184 لسحق حركة الكاثار الدينية.